# 岡田村 (香川県)
岡田村（おかだむら）は、香川県綾歌郡にあった村。

## 歴史
- 1890年2月15日 - 町村制施行に伴い、鵜足郡岡田下村（おかだしもむら）、岡田上村（おかだかみむら）、岡田東村（おかだひがしむら）、岡田西村（おかだにしむら）が合併し、岡田村が発足。
- 1899年4月1日 - 鵜足郡が阿野郡と合併し、綾歌郡となる。
- 1959年4月1日 - 久万玉村と新設合併し、綾歌町が発足。同日付で岡田村が廃止。